# 둥간어
둥간어(중국어 간체자: 东干语, 정체자: 東干語, 둥간어 키릴: Хуэйзў йүян, 병음: Dōnggànyù)는 중앙아시아에 거주하는 5만명의 둥간족들이 사용하는 언어이다. 키르기스스탄, 카자흐스탄, 우즈베키스탄, 러시아에서 주로 사용한다. 이 언어를 사용하는 둥간족들은 14세기에 중앙아시아에 정착하였다.
둥간어는 문법 구조에서나 어휘에서는 중국어와 다르지 않다. 둥간어는 공식적으로는 한자로 표기하지 않고 키릴 문자로 표기된다. 원래 둥간어는 아랍 문자로 표기되었다. 소비에트 연방 시절인 1920년대 말에는 샤오얼징이라고 불렸고 일부는 중국으로 돌아갔다. 1940년대까지는 라틴 문자로 표기되다가, 이후에는 키릴 문자로 표기되었다. 2개의 주요 방언이 있다.
둥간어는 산시성, 간쑤성에서 사용하는 만다린어 방언과 사촌지간의 언어이다. 하지만 러시아어, 아랍어, 페르시아어에서의 차용어가 많이 있다. 새로운 둥간어 대부분은, 중국어에서 차용했다. 학교에서는 둥간어를 가르치기도 한다.

## 성조
둥간어와 중국어는 사촌지간되는 언어이나, 성조에선 차이를 보인다. 중국어는 4개의 성조가 있으나, 둥간어는 3개를 가지고 있다. 이는 옛 중국어와도 유사한데 본래 중국어의 1성(음평)과 2성(양평)은 중고 한어의 평성에서 갈라져 나왔기 때문이다.
| 보통화 | 보통화                                   | 둥간어 | 둥간어 |
| ------ | ---------------------------------------- | ------ | ------ |
| 1성    | 중국어 간체자: 妈, 병음: ma1/mā "어머니" | 1성    | ма I   |
| 2성    | 중국어 간체자: 麻, 병음: ma2/má "삼"     | 1성    | ма I   |
| 3성    | 중국어 간체자: 马, 병음: ma3/mǎ "말"     | 2성    | ма II  |
| 4성    | 중국어 간체자: 骂, 병음: ma4/mà "욕하다" | 3성    | ма II  |

## 예문
| 한자     | 병음         | 키릴 표기      | 둥간어        | 한국어              |
| 我念了   | Wǒ niànle.   | Во няньлэ.     | Вәнянли.      | 나는 그것을 읽었다. |
| 回族语言 | Huízú yǔyán. | хуэйцзу юйянь. | Хуэйзў йүяню. | 후이어              |

## 키릴문자
А/а, Б/б, В/в, Г/г, Д/д, Е/е, Ё/ё, Ж/ж, Җ/җ, З/з, И/и, Й/й, К/к, Л/л, М/м, Н/н, Ң/ң, Ә/ә, О/о, П/п, Р/р, С/с, Т/т, У/у, Ў/ў, Ү/ү, Ф/ф, Х/х, Ц/ц, Ч/ч, Ш/ш, Щ/щ, Ъ/ъ, Ы/ы, Ь/ь, Э/э, Ю/ю, Я/я